# Deutschlandfunk (организация)
Немецкое радио (Deutschlandfunk) — некоммерческое государственное учреждение с правом самоуправления существовавшее в 1961—1991 гг.

## Радиовещательная деятельность учреждения
В 1962—1991 гг. учреждение вещало по одноимённой общегосударственной программе, звучавшей на длинных волнах в ФРГ, ГДР, странах Северной и Восточной Европы на средних и ультракоротких волнах в ФРГ, включала в себя передачи на польском, чешском, словацкой, венгерском, румынском, сербо-хорватском, нидерландском, датском, шведском, норвежском, итальянском, английском и французском языках.

## Учредитель
Учредителем организации являлась Федеративная Республика Германия.

## Руководство
Руководство учреждением осуществляли:
- Совет Немецкого радио, часть членов которого назначались федеральным правительством, остальные — массовыми организациями;
- правление (Verwaltungsrat), назначавшееся Советом Немецкого радио;
- директор, назначавшийся советом Немецкого радио.

## Активы
Учреждению принадлежат:
- Кёльнский радиодом Немецкого радио.

## Правопреемники
Учреждение прекратило существование 31 декабря 1991 года, все его фонды перешли Западно-Германского радио, оно же стало осуществлять вещание по программе «Дойчландфунк», а 17 июня 1993 года на базе этих активов была создана государственная корпорация «Дойчландрадио».

## Членство
Учреждение являлось членом:
- в 1961-1991 гг. - членом Рабочего сообщества государственных вещательных организаций ФРГ;
- в 1961-1991 гг. - членом Европейского союза радиовещания.